# تقانات ناشئة
التقانات الناشئة هي تقنيات لا تزال تطويراتها أو تطبيقاتها العملية أو كلاهما غير محققتين إلى حدٍ كبير، بحيث تنشأ إلى الوجود بشكل مجازي من خلفية عدم الوجود أو الغموض. تُعتبر هذه التقنيات جديدة، مثل التطبيقات المختلفة للتكنولوجيا الحيوية بما في ذلك العلاج الجيني (الذي يعود تاريخه إلى نحو عام 1990 ولكن لديه حتى الآن إمكانات كبيرة غير مُطورة). غالبًا ما يُنظر إلى التقنيات الناشئة على أنها قادرة على تغيير الوضع الراهن.
تتميز التقنيات الناشئة بالحداثة الجذرية (في التطبيق حتى لو لم تكن موجودة في الأصل)، والنمو السريع نسبيًا، والترابط، والتأثير البارز، وعدم اليقين والغموض. بمعنى آخر، يمكن تعريف التكنولوجيا الناشئة على أنها «تقنية متطورة جذرية وسريعة النمو نسبيًا تتميز بدرجة معينة من الترابط المستمر مع الوقت، مع إمكانية التأثير بشكل كبير على المجالات الاجتماعية والاقتصادية، والتي يمكن ملاحظتها من خلال تكوين العناصر الفاعلة والمؤسسات وأنماط التفاعل بينهم، إلى جانب عمليات إنتاج المعرفة المرتبطة بها. مع ذلك، فإن تأثيراتها الأهم هي رهن المستقبل، وهكذا فإنها -في مرحلة النشوء- لا تزال غير مؤكدة وغامضة إلى حدٍ ما».
تشمل التقنيات الناشئة مجموعة متنوعة من التقنيات مثل التقنيات التعليمية وتكنولوجيا المعلومات وتكنولوجيا النانو والتقانة الحيوية والعلوم الإدراكية والتقنية النفسية وعلوم الروبوتات والذكاء الاصطناعي.
يمكن أن تنتج مجالات تكنولوجية جديدة عن التقارب التكنولوجي لأنظمة مختلفة تتطور نحو أهداف مماثلة. يجمع التقارب بين تقنيات منفصلة سابقًا مثل الصوت (وميزات الاتصال الهاتفي) والبيانات (وتطبيقات الإنتاجية) والفيديو بحيث تتشارك الموارد وتتفاعل مع بعضها البعض، ما يخلق كفاءات جديدة.
التقنيات الناشئة هي تلك الابتكارات التقنية التي تمثل تطورات تقدمية في مجال ما نحو ميزة تنافسية؛ وتمثل التقنيات المتقاربة مجالات كانت متمايزة في السابق، وهي تتحرك إلى حدٍ ما نحو تحقيق ارتباط بيني أقوى وأهداف متشابهة. ومع ذلك، يختلف الرأي حول درجة التأثير والوضع والجدوى الاقتصادية للعديد من التقنيات الناشئة والمتقاربة.

## تاريخ التقنيات الناشئة
في تاريخ التكنولوجيا، تُعتبر التقنيات الناشئة تقدمًا وابتكارًا معاصرًا في مختلف مجالات التكنولوجيا.
وعلى مدى قرون من الزمن، يجري تطوير وفتح طرق مبتكرة وتقنيات جديدة. يستند بعض هذه التقنيات إلى البحث النظري، وبعضها الآخر إلى البحث والتطوير التجاري.
يشمل النمو التكنولوجي التطورات المتزايدة والابتكارات المُزعزعة. ومن الأمثلة على ذلك التنفيذ التدريجي لقرص الدي في دي (قرص الفيديو الرقمي) باعتباره تطوير يهدف إلى المتابعة من القرص المضغوط السابق الخاص بالتكنولوجيا البصرية. على النقيض من ذلك، فإن التقنيات المزعزعة هي تلك التقنيات التي تحل فيها الطريقة الجديدة محل التقنية السابقة وتجعلها إضافية، على سبيل المثال، استبدال العربات التي تجرها الخيول بالسيارات والمركبات الأخرى.

## نقاشات حول التكنولوجيا الناشئة
حدد العديد من الكتاب، بمن فيهم عالِم الحاسوب بيل جوي، مجموعات من التقنيات التي يعتبرونها ضرورية لمستقبل البشرية. يحذر جوي من أن هذه التكنولوجيا يمكن أن تستخدمها النخبة من أجل الخير أو الشر. يمكن أن يستخدموها بصفتهم «رعاةً صالحون» لبقية البشرية أو أن يأخذوا قرارًا باعتبار أي شخص آخر غير ضروري، وبذلك يدفعون إلى الانقراض الجماعي لأولئك الذين لا لزوم لهم عن طريق التكنولوجيا.
يرى المدافعون عن فوائد التغيير التكنولوجي عادةً أن التقنيات الناشئة والمتقاربة تقدم الأمل لتحسين العادة البشرية. يجادل الفلاسفة الإلكترونيون (بالإنجليزية: Cyberphilosophers) الكسندر بارد ويان سودركفيست في كتابهم «ذا فيوتريكا تريلوجي» أنه في حين أن الإنسان نفسه ثابت بشكل أساسي عبر التاريخ البشري (تتغير الجينات ببطء شديد)، فإن كل التغييرات المهمة هي نتيجة مباشرة أو غير مباشرة للابتكار التكنولوجي (تتغير الميمات بسرعة كبيرة) لأن الأفكار الجديدة تنبع دائمًا من استخدام التكنولوجيا وليس العكس. وبالتالي، ينبغي اعتبار أن الإنسان هو الثابت الرئيسي للتاريخ والتكنولوجيا متغيره الرئيسي. ومع ذلك، فإن منتقدي مخاطر التغيير التكنولوجي، وحتى بعض أنصارها مثل الفيلسوف البعد-إنساني نيك بوستروم يحذرون من أن بعض هذه التقنيات يمكن أن تشكل مخاطر، وربما تساهم في انقراض البشرية ذاتها؛ أي أن بعضها قد ينطوي على مخاطر وجودية.
تركز الكثير من المناقشات الأخلاقية على قضايا العدالة التوزيعية في تخصيص القدرة على الوصول إلى أشكال مفيدة من التكنولوجيا. ويعارض بعض المفكرين، بمن فيهم خبير الأخلاق البيئية بيل مكيبن، استمرار تطوير التكنولوجيا المتقدمة، وذلك يرجع جزئيًا لخشيته أن توزع فوائدها على نحو غير متساو بطرق يمكن أن تزيد من محنة الفقراء. وعلى النقيض من هذا، فإن المخترع ريموند كرزويل من أنصار اليوتوبيا التقنية الذين يعتقدون أن التقنيات الناشئة والمتقاربة قادرة على القضاء على الفقر والقضاء على المعاناة.
يجادل بعض المحللين مثل مارتن فورد، مؤلف كتاب «الأنوار في النفق: الأتمتة، وتسريع التكنولوجيا واقتصاد المستقبل»، أنه مع تقدم التكنولوجيا، فإن الروبوتات وغيرها من أشكال الأتمتة سوف تؤدي في نهاية المطاف إلى بطالة كبيرة مع بدء الآلات والبرامج في تجاوز قدرة العمال على أداء أغلب الوظائف الروتينية.
ومع تطور علوم الروبوتات والذكاء الاصطناعي بشكل أكبر، يمكن أن تتعرض حتى العديد من الوظائف الماهرة للتهديد. يمكن أن تسمح تقنيات مثل تعلّم الآلة لأجهزة الكمبيوتر بالقيام بالعديد من المهام القائمة على المعرفة والتي تتطلب تعليمًا كبيرًا. ويمكن أن يؤدي هذا إلى بطالة كبيرة على كافة مستويات المهارات، وركود الأجور أو هبوطها بالنسبة لأغلب العمال، وزيادة تركيز الدخل والثروة مع حصول أصحاب رأس المال على جزء متزايد الضخامة من الاقتصاد. ويمكن أن يؤدي هذا بدوره إلى انخفاض الإنفاق الاستهلاكي والنمو الاقتصادي لأن معظم السكان يفتقرون إلى الدخل التقديري الكافي لشراء المنتجات والخدمات التي ينتجها الاقتصاد. 

## أمثلة

### الذكاء الاصطناعي
الذكاء الاصطناعي (إيه آي) هو الذكاء الفرعي الذي تُظهره الآلات أو البرمجيات، وهو فرع علوم الحاسوب الذي يطور آلات وبرامج ذات ذكاء يشبه ذكاء الحيوانات. يحدد كبار الباحثين والكتب الدراسية الرئيسية في مجال الذكاء الاصطناعي هذا المجال بأنه «دراسة وتصميم العوامل الذكية»، حيث العامل الذكي هو نظام يدرك بيئته ويتخذ إجراءات تزيد من فرص نجاحه إلى أقصى حد. ويعرّفه جون مكارثي، الذي صاغ المصطلح في عام 1942، بأنه «دراسة صناعة الآلات الذكية».
تشمل الوظائف (أو الأهداف) الرئيسية لأبحاث الذكاء الاصطناعي الاستدلال، والمعرفة، والتخطيط، والتعلم، ومعالجة اللغات الطبيعية (التواصل)، والإدراك والقدرة على تحريك الأشياء والتلاعب بها. لا يزال الذكاء الاصطناعي العام (أو «الذكاء الاصطناعي القوي») من بين الأهداف طويلة الأمد لهذا المجال. تشمل الأساليب الشائعة حاليًا التعلم العميق، والأساليب الإحصائية، والذكاء الحسابي، والذكاء الاصطناعي التقليدي. هناك عدد هائل من الأدوات المستخدمة في الذكاء الاصطناعي، بما في ذلك إصدارات من التحسينات البحثية والرياضية، والمنطق، والأساليب القائمة على الاحتمالات والاقتصاد، والعديد من الأدوات الأخرى.

### الطباعة ثلاثية الأبعاد
طُرحت الطباعة ثلاثية الأبعاد، والمعروفة أيضًا باسم التصنيع المضاف، من قبل جيريمي ريفكين وآخرين باعتبارها جزءًا من الثورة الصناعية الثالثة.
وبالجمع بينها وبين تكنولوجيا الإنترنت، فإن الطباعة الثلاثية الأبعاد من شأنها أن تسمح بإرسال المخططات الرقمية لأي منتج مادي تقريبًا على الفور إلى شخص آخر لكي يُنتَج في الحال، الأمر الذي يجعل شراء منتج على شبكة الإنترنت شبه فوري.
على الرغم من أن هذه التكنولوجيا لا تزال أكثر بدائيةً من أن تتمكن من إنتاج معظم المنتجات، إلا أنها تتطور سريعًا، وتسببت في إثارة الجدل في عام 2013 حول قضية البنادق المطبوعة الثلاثية الأبعاد.

### العلاج الجيني
ظهر العلاج الجيني لأول مرة بنجاح في أواخر عام 1990/ أوائل عام 1991 من أجل علاج عوز نازعة أمين الأدينوزين على الرغم من أن المعالجة كانت جسمية، أي لم تؤثر على السلالة المنشئة لدى المريض ومن ثم لم تكن وراثية. أدى ذلك إلى علاج الأمراض الوراثية الأخرى وزيادة الاهتمام بالعلاج الجيني على مستوى الخط الإنتاشي؛ علاج يؤثر على أمشاج المرضى وذرياتهم.
بين سبتمبر عام 1990 ويناير عام 2014، كان هناك نحو 2000 تجربة علاج جيني أُجريت أو وُوفِق عليها.

### لقاحات السرطان
لقاح السرطان هو لقاح يعالج الخلايا السرطانية الموجودة أو يمنع تطور السرطان عند بعض الأفراد المعرضين للخطر. تُعرف اللقاحات التي تعالج السرطان الموجود باسم لقاحات السرطان العلاجية. لا توجد حاليًا أي لقاحات قادرة على الوقاية من السرطان بشكل عام.
في 14 أبريل عام 2009، أعلنت شركة ديندريون أن تجربة بروفينج السريرية ضمن مرحلتها الثالثة، وهي لقاح للسرطان مصمم لعلاج سرطان البروستات، أظهرت زيادة في مدة البقاء على قيد الحياة. حصلت على موافقة إدارة الغذاء والدواء الأمريكية (إف دي إيه) من أجل استخدامها في علاج مرضى سرطان البروستات المتقدم في 29 أبريل عام 2010. حفزت الموافقة على بروفينج الاهتمام بهذا النوع من العلاج.

### اللحم في المختبر
اللحم في المختبر، الذي يسمى أيضًا اللحم المزروع (المستنبت)، أو اللحم النظيف، أو اللحم الخالي من القسوة، أو الصلحوم (shmeat)، أو لحم أنبوب الاختبار، هو منتج من اللحم الحيواني ولكنه لم يكن مطلقًا جزءًا من حيوان حي باستثناء مصل العجل المأخوذ من بقرة مذبوحة. في القرن الحادي والعشرين، عملت عدة مشاريع بحثية على اللحم المصنع في المختبر. أُكِلَ أول برغر لحم في المختبر صنّعه فريق هولندي في مظاهرة للصحافة في لندن في أغسطس عام 2013. ما تزال هناك صعوبات يجب التغلب عليها قبل أن يصبح اللحم المصنع في المختبر متاحًا تجاريًا. على سبيل المثال: اللحم المصنع في المختبر باهظ الثمن، لكن من المتوقع أن تُخفض التكلفة كي يتنافس مع اللحوم التي يجري الحصول عليها تقليديًا مع تحسن التكنولوجيا. يُعد اللحم المصنع في المختبر أيضًا قضية أخلاقية، إذ يجادل البعض بأنه أقل قسوة من اللحوم التي يجري الحصول عليها تقليديًا لأنه لا ينطوي على القتل ويقلل من خطر القسوة على الحيوانات، بينما لا يتفق البعض الآخر مع تناول اللحوم التي لم تتطور بشكل طبيعي.[بحاجة لمصدر]